# Jakub Ałdaś
Jakub Ałdaś (* 8. August 1996 in Głogów) ist ein polnischer ehemaliger Fußballspieler und aktueller American-Football-Spieler. Fußball spielte er unter anderem für Chrobry Głogów in der polnischen 1. Liga. Im Frühjahr 2023 wurde er von den Panthers Wrocław als Kicker verpflichtet. Die Panthers spielen in der European League of Football.

## Karriere als Fußballspieler
Ałdaś begann in der Fußballjugend des UKS SP Głogów. Mit 14 wechselte er zur Jugend von Chrobry Głogów. 2013 wurde der Mittelfeldspieler in den Kader der Herrenmannschaft übernommen und stieg mit dieser in die 1. Liga (zweithöchste Spielklasse) auf. In der Saison 2014/15 spielte Chrobry in der 1. Liga. 
Zur Saison 2015/16 wechselte Ałdaś in die zweite Mannschaft und wechselte während der Saison zu MKS Piast Żmigród. Zur Saison 2016/17 wechselte er nach Deutschland zum FC Großalmerode und verließ diesen im Laufe der Saison Richtung Płomień Radwanice. Dort spielte er bis 2020. Für die Saison 2021/22 wurde er noch von Orla Wąsosz verpflichtet, bevor er endgültig seine Fußballkarriere beendete.

## Karriere als Footballspieler
Nach einem Besuch eines Spiels der Panthers Wrocław in ELF-Saison 2022 begeisterte Ałdaś sich für American Football. Er nahm im November 2022 am kicking derby der Panthers teil und gewann 5000 Złoty. Im April 2023 stellten ihn die Panthers als Kicker bzw. Punter für die Saison 2023 vor.
| Saison                          | Team             | Spiele | Fieldgoals | Fieldgoals | Fieldgoals | Fieldgoals | Extrapunkte | Extrapunkte | Extrapunkte | Erzielte Punkte |
| Saison                          | Team             | Spiele | Erzielte   | Versuche   | %          | Längstes   | Erzielte    | Versuche    | %           | Erzielte Punkte |
| ------------------------------- | ---------------- | ------ | ---------- | ---------- | ---------- | ---------- | ----------- | ----------- | ----------- | --------------- |
| European League of Football     |                  |        |            |            |            |            |             |             |             |                 |
| 2023                            | Panthers Wrocław | 11     | 12         | 15         | 80,00      | 55         | 38          | 43          | 88,37       | 74              |
| ELF Gesamt                      | ELF Gesamt       | 11     | 12         | 15         | 80,00      | 55         | 38          | 43          | 88,37       | 74              |
| Quellen: sportsmetrics.football |                  |        |            |            |            |            |             |             |             |                 |

| Saison                          | Team             | Spiele | Fieldgoals | Fieldgoals | Fieldgoals | Fieldgoals | Extrapunkte | Extrapunkte | Extrapunkte | Erzielte Punkte |
| Saison                          | Team             | Spiele | Erzielte   | Versuche   | %          | Längstes   | Erzielte    | Versuche    | %           | Erzielte Punkte |
| ------------------------------- | ---------------- | ------ | ---------- | ---------- | ---------- | ---------- | ----------- | ----------- | ----------- | --------------- |
| European League of Football     |                  |        |            |            |            |            |             |             |             |                 |
| 2023                            | Panthers Wrocław | 1      | 0          | 1          | 0,00       | –          | 2           | 2           | 100,00      | 2               |
| ELF Gesamt                      | ELF Gesamt       | 1      | 0          | 1          | 0,00       | –          | 2           | 2           | 100,00      | 2               |
| Quellen: sportsmetrics.football |                  |        |            |            |            |            |             |             |             |                 |

## Trivia
Sein älterer Bruder war ebenfalls Fußballer bei Chrobry Głogów und wurde auch in die polnische U21-Nationalmannschaft berufen.